# Torolf Elster
Pour les articles homonymes, voir Elster.
Œuvres principales
Thomas Pihls annen lov
Torolf Elster, né le 27 mai 1911 à Christiana (aujourd'hui Oslo), en Norvège, et mort le 4 novembre 2006, est un écrivain et un journaliste norvégien, auteur de roman policier.

## Biographie
Pendant la Seconde Guerre mondiale, il édite la revue Håndslag (no), un journal illégal dans la Norvège occupée. Jusqu'en 1963, il travaille pour le quotidien Dagsavisen, puis pour la société de radiodiffusion Norsk rikskringkasting, avant d'en devenir le directeur de 1972 à 1981.
Il écrit plusieurs romans, dont, en 1982, Thomas Pihls annen lov avec lequel il remporte le prix Riverton 1982.
Avec sa femme, la poétesse Magli Elster (no), il est lauréat du Fritt Ords Pris (no) 1986.
Il est le petit-fils de l'écrivain Kristian Elster d.e. (no), le fils de l'écrivain Kristian Elster d.y. (no) et le père du philosophe et sociologue Jon Elster.

## Œuvre

### Romans
- Historien om Gottlob (1941) Publié en français sous le titre Histoire de Gottlob, traduit par  Marguerite Chevalley, Paris, La Nouvelle Édition, 1946
- Blomstergrenen ved døren (1951)
- Thomas Pihls annen lov (1982)
- Figuren i tåken (1993)

### Roman signé Hans Brückenberg
- Muren, roman (1936)

### Parodie de biographie
- Veien jeg vandret (1984)

### Théâtre
- Darling (1962)

### Autres ouvrages
- Tsjekkoslovakia (1938)
- Øst-Europa (1939)
- Frihet og demokrati (1947)
- Øst og Vest (1948)
- Sosialismen under debatt (1950)
- Hverdag i gate og grend (1956)
- Sovjetmysteriet (1957)
- De merkelige år (1959)
- Den store utfordringen (1961)
- Vårt eget århundre (1963)
- Reiser til familien (1983)
- Verden brenner (1985)
- Rikets hospital (1990)

## Prix et distinctions

### Prix
- Prix Riverton 1982 pour Thomas Pihls annen lov[1]
- Fritt Ords Pris (no) 1986[2]